# Dave Goertz
Dave Goertz (Kanada, Alberta, Edmonton, 1965. március 28. –) profi jégkorongozó védő.

## Karrier
Komolyabb junior karrierjét az AJHL-es Sherwood Park Crusadersben kezdte 1980-ban. A következő évben már egy ligával feljebb a WHL-ben játszott. 1980–1982 között a Regina Pats csapatát erősítette. Az 1983-as NHL-drafton a Pittsburgh Penguins kiválasztotta őt a 12. kör 223. helyén. A draft után átkerült a szintén WHL-es Prince Albert Raidershöz.  A szezon közben bemutatkozott egy mérkőzésen a felnőttek között az AHL-ben a Baltimore Skipjacksben. 1984–1985-ben még a juniorok között játszott és a szezon végén a Prince Albert Raidersszel megnyerték a Memorial-kupát. A győzelem után rögtön a felnőttek közé került: kettő rájátszás mérkőzést játszhatott a Baltimore Skipjacksben. 1986-ig volt a baltimore-i csapat tagja de gyenge játéka miatt egy alsóbb ligába küldték, az IHL-be. Ebben a ligában az Muskegon Lumberjacks csapatában játszott tovább. 1987-ben bemutatkozott az legfelső ligában, az NHL-ben: az őt draftoló csapat, a Pittsburgh Penguins hívta fel kettő mérkőzésre. Ezután 1991-ig csak a Muskegon Lumberjacksben játszott és ebből a csapat is vonult vissza.

## Díjai
- Ed Chynoweth-kupa: 1985
- Memorial-kupa: 1985
- Memorial-kupa All-Star Csapat: 1985
- Turner-kupa: 1989